# Denmark (Wisconsin)
Denmark é uma vila localizada no estado norte-americano de Wisconsin, no Condado de Brown.

## Demografia
Segundo o censo norte-americano de 2000, a sua população era de 1958 habitantes.
Em 2006, foi estimada uma população de 2111, um aumento de 153 (7.8%).

## Geografia
De acordo com o United States Census Bureau tem uma área de
3,8 km², dos quais 3,8 km² cobertos por terra e 0,0 km² cobertos por água. Denmark localiza-se a aproximadamente 266 m acima do nível do mar.

## Localidades na vizinhança
O diagrama seguinte representa as localidades num raio de 20 km ao redor de Denmark.